# Božo Marijančić
Božo Marijančić (Zagreb, 25. prosinca 1944. -), hrvatski slikar i grafički dizajner
Od 1970. do 2001. živio u Švicarskoj (Zürich, Obfelden, Hombrechtikon), gdje je između ostalog nekoliko godina bio predsjednik Udruženja jugoslavenskih likovnih umjetnika u Švicarskoj - EHO, a 1992. godine inicirao je osnivanje Grupe KRAVATA - hrvatski likovni umjetnici u Švicarskoj, te je tu grupu vodio do 2001. god, kada se vraća u Hrvatsku (Zagreb). Grupu KRAVATA potom vodi slikar i povjesničar umjetnosti Sandi Paučić.

## Vanjske poveznice
- Božo Marijančić